# JR West série 289
La série 289 (289系, 289-kei) est un type de rame automotrice exploitée par la compagnie West Japan Railway Company (JR West) dans la région du Kansai.

## Description
Les rames sont composées de 3 caisses (7 rames), 4 caisses (7 rames) ou 6 caisses (5 rames). Ce sont anciennement des rames bicourant de la série 683 devenues monocourant 1 500 V CC après retrait des équipements monophasés.

## Histoire
Les premières rames entrent en service le 31 octobre 2015.

## Affectation
Les rames de la série 289 assurent les services Limited express suivants :
- Kounotori entre Shin-Osaka et Kinosaki-Onsen,
- Kuroshio entre Kyoto et Shingū,
- Rakuraku Harima entre Osaka et Himeji.